# Strymon bialbolineata
Strymon bialbolineata är en fjärilsart som beskrevs av Charles Oberthür. Strymon bialbolineata ingår i släktet Strymon och familjen juvelvingar. Inga underarter finns listade i Catalogue of Life.